# BBC Prime
BBC Prime byl satelitní kanál BBC. Vysílal od ledna 1995 do listopadu 2009.

## Vznik
Kanál vznikl 26. ledna 1995 ve 20.00 CET, kdy společně s BBC World, která odstartovala o 10 dní dříve, 16. ledna 1995, nahradila BBC World Service Television.

## Program
Kanál vysílal drama, komedie a lifestylové pořady, které se obměňovaly každý měsíc. Také se každý den vysílalo šest hodin denně vzdělávacích pořadů pod názvem BBC Learning. Z této praxe se upustilo v srpnu 2006 "se záměrem zvýšení relevance a přitažlivosti kanálu k nejširší divácké obci". Také vysílal dětský blok CBBC pod názvy CBBC Prime nebo CBBC on BBC Prime.

### Kontroverze
Časté vysílání archivní zábavy na BBC Prime se nelíbilo britské diaspoře, které víc vyhovoval mix pořadů z BBC One a BBC Two, vysílaný na BBC TV Europe a BBC World Service Television. BBC to zdůvodňovala tím, že "pro většinu našich diváků je to první a často jediná šance vidět tyto pořady".

## Financování
Na rozdíl od kanálů BBC ve Spojeném království a těch, které jsou financovány přes UK Foreign Office, byl BBC Prime komerční kanál a byl součástí balíčků satelitních a kabelových operátorů. Také vysílal klasické reklamní pauzy, proto také nebyl dostupný ve Spojeném království.

## Dostupnost
BBC Prime byl dostupný v nabídkách satelitních a kabelových operátorů. V Jižní Africe BBC Prime zahájil vysílání v roce 1999 a vysílal jiné programy než v Evropě, protože některé pořady vysílaly jiné místní televize. Asijský servis zahájil vysílání až 1. prosince roku 2004 a měl jiné vysílací schéma kvůli jiným časovým pásmům a kulturním odlišnostem. V Japonsku stejného dne odstartoval podobný kanál, BBC Japan.
Dále vysílal titulky ve švédštině, dánštině, norštině, češtině, polštině, rumunštině, maďarštině, italštině, hebrejštině a srbštině. Asijský servis také vysílal titulky v čínštině, thajštině a korejštině.

## Zánik
V září 2006 byl oznámen zánik BBC Prime a vznik nového kanálu BBC Entertainment, jednoho z několika plánovaných kanálů BBC Worldwide.
První servis, který toto podstoupil byl asijský servis, který se změnil na BBC Entertainment 6. října 2006, následoval ho jihoafrický servis, který se změnil 1. října 2008. BBC Prime byla kompletně nahrazena BBC Entertainment 11. listopadu 2009.